# سرجان مرکوشیچ
سرجان مرکوشیچ (کرواتی: Srđan Mrkušić؛ ۲۶ مهٔ ۱۹۱۵ – ۳۰ اکتبر ۲۰۰۷) بازیکن فوتبال اهل یوگسلاوی بود.
از باشگاه‌هایی که در آن بازی کرده‌است می‌توان به باشگاه فوتبال هایدوک اسپلیت، باشگاه فوتبال ستاره سرخ بلگراد، و باشگاه فوتبال بئوگراد اشاره کرد.
وی همچنین در تیم‌های ملی فوتبال صربستان و یوگسلاوی بازی کرده‌است.